# Xarxa ferroviària de la Catalunya del Nord
|  | Aquest article tracta sobre xarxa ferroviària de la Catalunya Nord. Si cerqueu la xarxa de la Catalunya Sud, vegeu «Xarxa ferroviària de Catalunya». |

La xarxa ferroviària de la Catalunya Nord està composta per trens operats per l'empresa estatal espanyola Renfe i l'empresa estatal francesa SNCF. Hi ha dos trens turístics operats per la SNCF. El primer travessa l'Alta Cerdanya i el Conflent, mentre que el segon travessa les Corberes, la Fenolleda i el País de Salt. A més existeixen diverses línies d'alta velocitat, i també línies regionals que travessen la frontera franco-espanyola (en concret el tros entre Catalunya [del Sud] i la del Nord). A més, existeixen línies que tenen únicament el propòsit del transport de les mercaderies. Totes les línies descrites en aquest article es tracten només i únicament de línies contínues, sense la necessitat de fer cap típus de transbordament.

## Línies operades per la SNCF

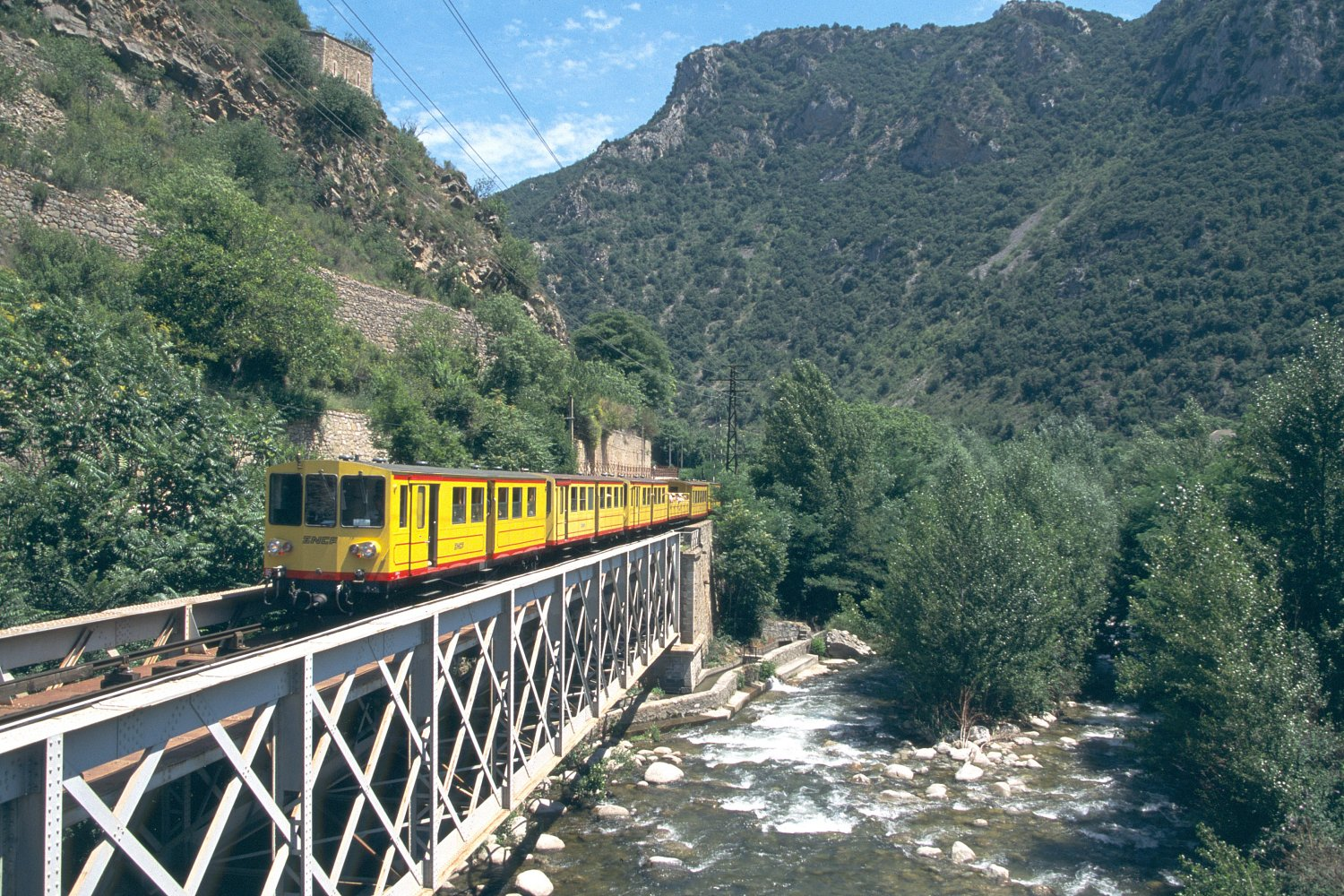
El tren groc de la línia de Cerdanya

Les línies operades per la empresa estatal francesa SNCF (abreviació de Societat Nacional dels Ferrocarrils Francesos, francès: Société nationale des chemins de fer français) ocupen la gran majoria del territori de la Catalunya del Nord. A continuació es mostren les línies TER (Transport express régional) que passen pel territori de la Catalunya de Nord, inclosa la comarca de Fenolleda.

### Línies regulars
- Línia de Tolosa a Puigcerdà
- Línia d'Avinyó a Portbou
- Línia de Narbona a Portbou
- Línia de Perpinyà a Vilafranca de Conflent
- Línia de Tolosa a Perpinyà
- Línia de Carcassona a Ribesaltes

### Línies de mercaderies
A la Catalunya Nord hi ha dos ramals de mercaderies, sobre les quals no circula cap tren de passatgers: Entre Perpinyà i Tuïr, i un altre ramal entre Elna, El Voló i Ceret.
- Línia d'Elna a Arles

### Línies turístiques
Els trens túristics són aquells que tenen una baixa freqüència de pas. Aquest és el cas del Tren Groc a l'alta vall de Tet (Alt Conflent i Alta Cerdanya) i el Tren del País Càtar i de la Fenolleda a la vall de l'Aglí (Alt Rosselló i la Fenolleda), el primer operat per TER d'Occitània (SNCF) i el segon per una iniciativa privada anomenada TCPF, part del grup UNECTO, la federació francesa de trens turístics.
- Tren Groc entre Vilafranca de Conflent i La Tor de Querol.
- Tren del País Càtar i de la Fenolleda entre Ribesaltes, Sant Pau de Fenollet i Atsat (Aude).

## Línies operades per la Renfe

Logo de la Renfe Operadora

Les línies operades per la empresa estatal espanyola Renfe Operadora serveixen només com a enllaços entre Espanya i França per travessar la frontera. Les dues línies espanyoles inclouen:
- Línia R3: Ripoll - Puigcerdà - La Tor de Querol-Enveig
- Línia R11: Barcelona - Girona - Figueres - Portbou - Cervera de la Marenda

## Línies d'alta velocitat

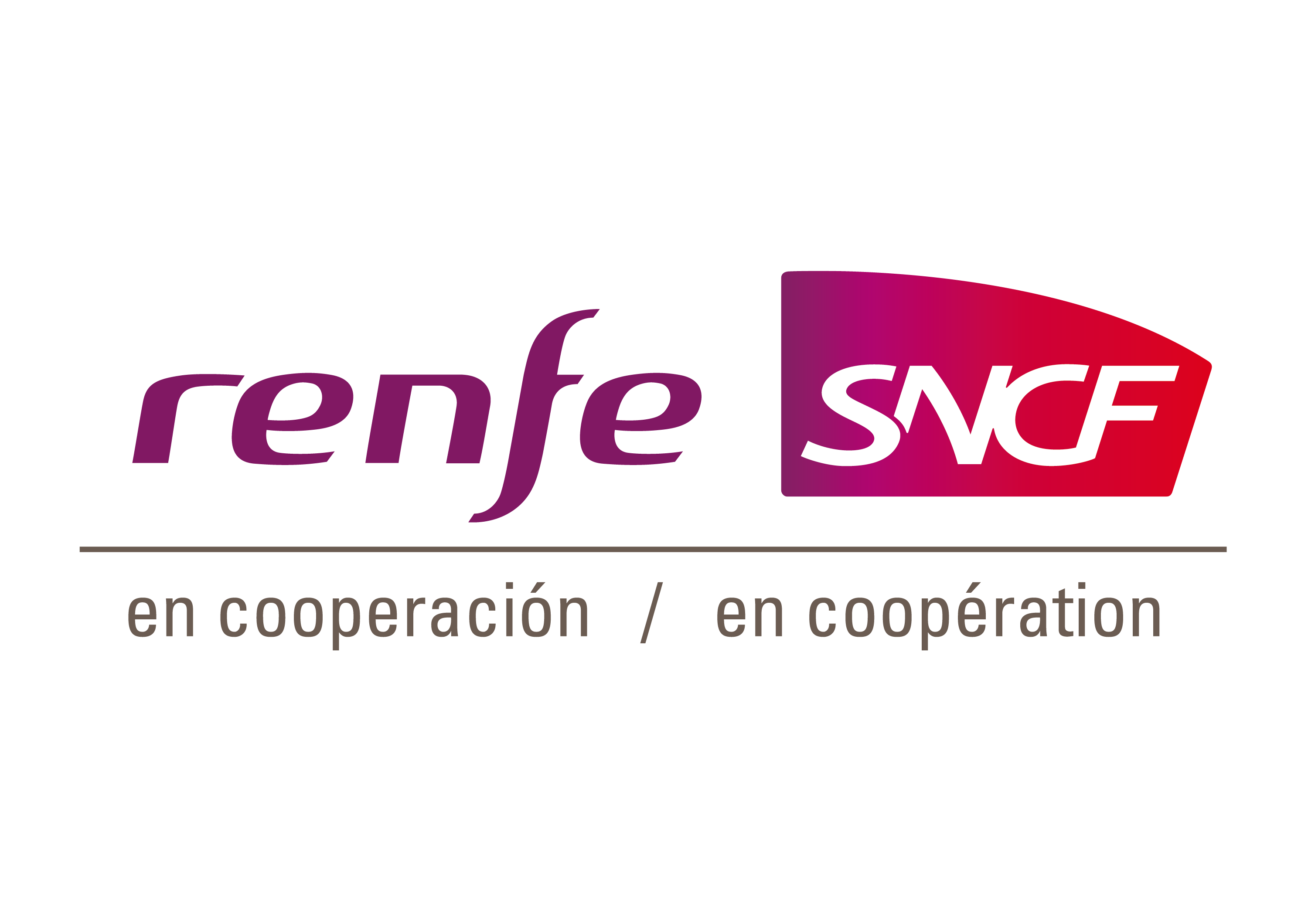
Logo de Renfe-SNCF en Cooperació

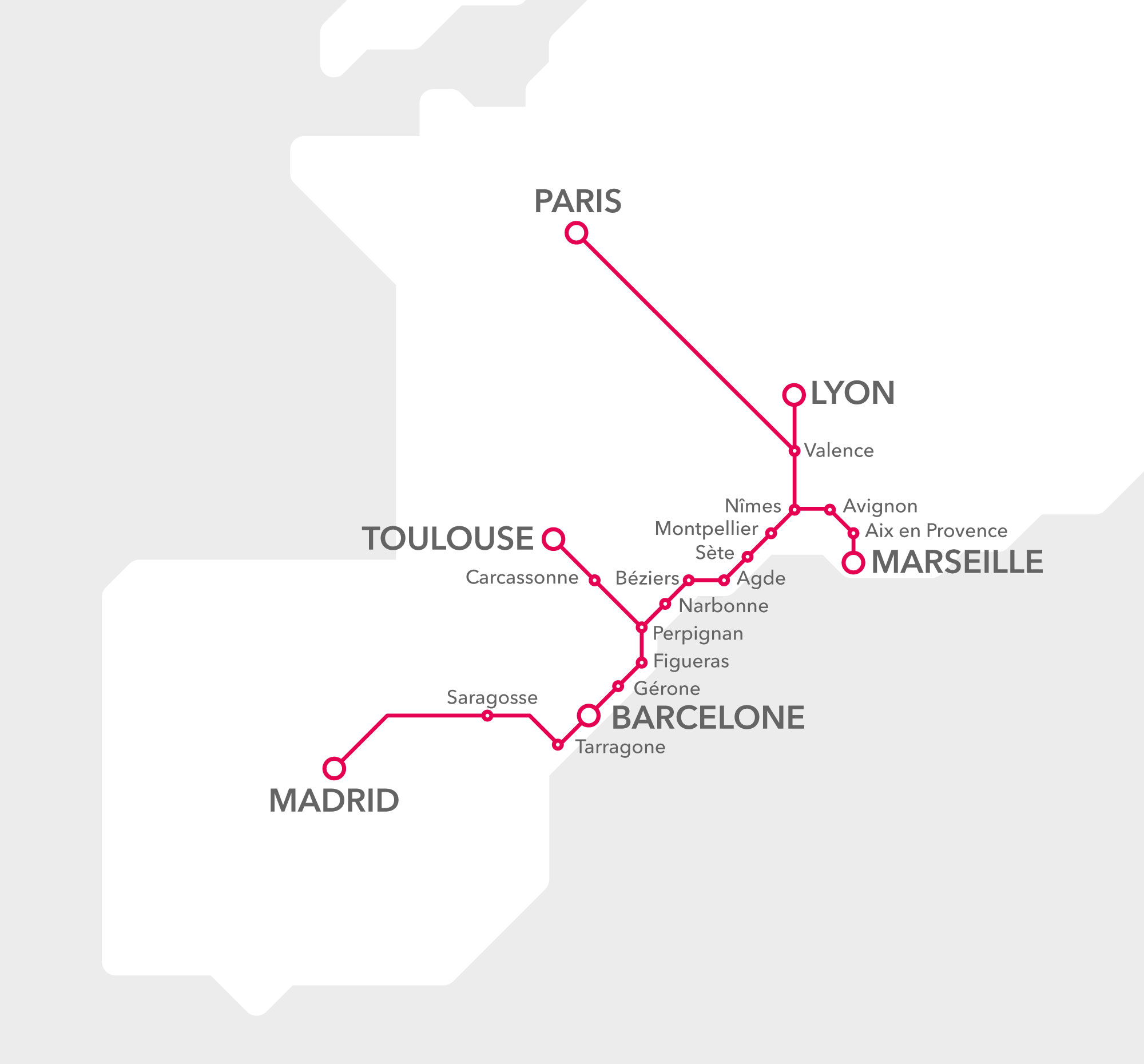
Mapa esquemàtic de les línies d'alta velocitat entre Espanya i França

Les línies d'alta velocitat estan operades conjuntament entre els trens l'Alta Velocitat Espanyola i els trens d'Alta Velocitat Francesa, per l'empresa espanyola Elipsos amb el nom comercial de Renfe-SNCF en Cooperació. Aquestes línies serveixen per connectar els dos països i fer més ràpid el tràfic de passatgers. Aquestes línies són:
- Madrid - Perpinyà: Madrid - Saragossa - Barcelona - Girona - Figueres - Perpinyà
  - LAV Perpinyà-Figueres
- Barcelona - Tolosa: Barcelona - Girona - Figueres - Perpinyà - Carcassona - Tolosa
- Madrid - Marsella: Madrid - Saragossa - Tarragona - Barcelona - Girona - Figueres - Perpinyà - Narbona - Monpeller - Nimes - Avinyó - Ais de Provença - Marsella
- Barcelona - Lió: Barcelona - Girona - Figueres - Perpinyà - Narbona - Besiers - Montpeller - Nimes - Valença - París
- Barcelona - París: Barcelona - Girona - Figueres - Perpinyà - Narbona - Besiers - Agde - Seta - Monpeller - Nimes - Valença - Lió

A més, existeix la proposta de creació de la línia Perpinyà-Montpeller que uniria les ciutats de Perpinyà, Narbona, Besiers i Montpeller.

## Connexió
La xarxa de la Catalunya Nord connecta amb la de Catalunya del Sud per dos llocs diferents:
- Cervera de la Marenda - Portbou.
- La Tor de Querol - Puigcerdà.

La connexió de Cervera de la Marenda - Portbou es produeix a Portbou mitjançant un canviador d'ample sistema Talgo i travessa la frontera ja en ample estàndard mentre que la connexió la Tor de Querol - Puigcerdà és en ample ibèric i a la Tor de Querol s'ha de fer transbord per enllaçar amb el tren groc i altres línies del TER d'Occitània.

## Estacions

### Estacions ferroviàries de les línies de la xarxa nacional
Estacions obertes al trànsit dels viatgers:
- Estació d'Argelers
- Estació de Banyuls de la Marenda
- Estació de Cases de Pena (tren turístic)
- Estació de Caudiers (tren turístic)
- Estació de Cervera de la Marenda
- Estació de Cotlliure
- Estació d'Elna
- Estació d'Espirà de l'Aglí (tren turístic)
- Estació d'Estagell (tren turístic)
- Estació d'Illa
- Estació de la Tor de Querol
- Estació de Marqueixanes
- Estació de Maurí (tren turístic)
- Estació de Millars
- Estació de Perpinyà
- Estació de Portè-Pimorent
- Estació de Portvendres
- Estació de Prada-Molig
- Estació de Rià
- Estació de Ribesaltes
- Estació de Sant Feliu d'Avall
- Estació de Sant Pau de Fenollet (tren turístic)
- Estació de Salses
- Estació del Soler
- Estació de Vilafranca-Vernet
- Estació de Vinçà

### Estacions ferroviàries de via estreta
Estacions obertes al trànsit dels viatgers:
- Estació dels Banys de Toès
- Estació de Bena-Feners
- Estació de Bolquera-Eina
- Estació d'Er
- Estació d'Estavar
- Estació de Fontpedrosa - Banys de Sant Tomàs
- Estació de Font-romeu, Odelló i Vià
- Estació de la Guingueta d'Ix
- Estació de Joncet
- Estació de Montlluís - la Cabanassa
- Estació de Nyer
- Estació d'Oleta-Canavelles
- Estació d'Oceja
- Estació de Planès
- Estació de Sallagosa
- Estació de Santa Llocaia
- Estació de Sautó
- Estació de Serdinyà
- Estació de Toès-Carançà
- Estació d'Ur - les Escaldes